# キビウク (衛星)
キビウクまたはキビウック (Saturn XXIV Kiviuq) は、土星の第24衛星である。イヌイット群に属する。2000年8月7日にブレット・J・グラドマンが率いる観測チームによって発見された。発見は同年11月18日に国際天文学連合のサーキュラーで公表され、S/2000 S 5 という仮符号が与えられた。
2003年8月8日に、イヌイット（イヌイト）神話の巨人に因んで命名された。Saturn XXIV という確定番号が与えられた。
キビウクの半径は、アルベドを0.06と仮定すると8 km と推定される。イヌイット群に属する不規則衛星の1つで、軌道傾斜角の大きい軌道をおよそ449日かけて順行軌道で公転する。表面はわずかに赤い色を示し、赤外線のスペクトルは他のイヌイット群の衛星シャルナクとパーリアクに非常に類似している。そのため、これらイヌイット群の衛星は共通の起源を持ち、大きな天体が破壊されることで形成された可能性がある。
キビウクは古在共鳴の状態にあると考えられている。そのため軌道離心率が上昇する間は軌道傾斜角が減少する、あるいはその逆の変化を周期的に行っている。
2010年8月30日に、土星探査機カッシーニが930万kmの距離からキビウクを観測し、明るさの変化のデータを得た。そのデータを元にして、自転周期が21時間49分であることが判明した。